# Tyr (album)
Tyr è il quindicesimo album in studio del gruppo heavy metal britannico Black Sabbath, pubblicato il 20 agosto 1990.

## Il disco
L'album vede l'entrata in studio del bassista Neil Murray (il quale sostituì Laurence Cottle poco prima dell'inizio del tour di Headless Cross), ex Whitesnake. Inizialmente pensato come un concept album riguardante la mitologia scandinava, in realtà l'album presenta solamente tre canzoni (The Battle of Tyr, Odin's Court e  Valhalla) riguardanti l'argomento.
Il nome dell'album (riportato sulla copertina con caratteri runici) è il nome del figlio di Odino, il dio supremo della mitologia norrena. L'album presenta delle sonorità simili al precedente Headless Cross ricevendo un ulteriore apporto di tastiere, diventate ormai un elemento fondamentale nelle sonorità dei Black Sabbath, totalmente differenti da quelle degli esordi. L'album ebbe dei buoni riscontri di vendita anche se inferiori al precedente.

## Tracce
Tutte le musiche scritte dai Black Sabbath, mentre i testi da Tony Martin.
1. Anno Mundi (The Vision) – 6:12
2. The Law Maker – 3:54
3. Jerusalem – 3:59
4. The Sabbath Stones – 6:48
5. The Battle of Tyr – 1:08
6. Odin's Court – 2:42
7. Valhalla – 4:41
8. Feels Good to Me – 5:43
9. Heaven in Black – 4:05

## Formazione
- Tony Martin – voce
- Tony Iommi – chitarra
- Geoff Nicholls – tastiere
- Neil Murray – basso
- Cozy Powell – batteria

## Scaletta del tour dell'album
Successivamente alla pubblicazione dell'album fu organizzato un tour in Europa partito da Wolverhampton e conclusosi a Schwerin in Germania. Quella che segue è la scaletta dei brani proposti nelle date, in aggiunta ai brani The Sign of the Southern Cross e Feels Good to Me che sono stati proposti solo in alcune occasioni.
1. Anno Mundi (The Vision)
2. Neon Knights
3. Headless Cross
4. When Death Calls
5. War Pigs
6. The Shining
7. Assolo di chitarra
8. The Law Maker
9. The Sabbath Stones
10. Assolo di batteria
11. Die Young
12. Heaven and Hell
13. Iron Man
14. Children of the Grave
15. Assolo di basso
16. Sabbath Bloody Sabbath[3]
17. Black Sabbath
18. Electric Funeral[3]
19. Scarlet Pimpernel
20. Die Young[3]
21. N.I.B.[3]
22. Strangers in the Night[3]
23. Supernaut[3]